# Osiedle Niepodległości (Tarnów)
Osiedle Niepodległości (wcześniej: Osiedle XXV-lecia PRL) – osiedle mieszkaniowe położone we wschodniej części Tarnowa, pomiędzy ulicami Lwowską a Słoneczną.
Na osiedlu dominuje zabudowa wielorodzinna (bloki o 5 kondygnacjach). Znajduje się tam Miejska Przychodnia Lekarska nr 4 oraz pawilony handlowo-usługowe.
W związku z wejściem w życie ustawy o zakazie propagowania komunizmu lub innego ustroju totalitarnego przez nazwy budowli, obiektów i urządzeń użyteczności publicznej, nazwa osiedla została zmieniona w sierpniu 2017 roku z Osiedle XXV-lecia PRL na Osiedle Niepodległości